# Get Wet (альбом Krewella)
Get Wet — дебютный студийный альбом американской EDM-группы Krewella. Был выпущен в США 24 сентября 2013 лейблом Columbia Records. Это единственный студийный альбом, записанный с бывшим участником группы Крисом «Rain Man» Триндлом, который покинул группу в 2014.

## Появление в чартах
Альбом дебютировал на сороковом месте в новозеландском чарте. В США Get Wet дебютировал на восьмой позиции, однако на второй неделе упал на 82 позиции до #90 места.

## Список композиций
Все композиции написаны Кристофером Триндлом, Джахан Юсуф и Ясмин Юсуф, за исключением 10, который был написан совместно с Toby Gad.. Все композиции были спродюсированы Крисом «Rain Man» Тридлом, за исключением 1, 8, 12, где и указано.
| №   | Название                                                                    | Продюсер(ы)                                       | Длительность |
| --- | --------------------------------------------------------------------------- | ------------------------------------------------- | ------------ |
| 1.  | «Live for the Night»                                                        | Cash Cash                                         | 3:26         |
| 2.  | «We Go Down»                                                                | Rain Man Quincy Kwalae (co.)                      | 3:05         |
| 3.  | «Come & Get It»                                                             | Rain Man                                          | 3:25         |
| 4.  | «Enjoy the Ride»                                                            | Rain Man DallasK                                  | 3:31         |
| 5.  | «We Are One»                                                                | Rain Man                                          | 4:36         |
| 6.  | «Dancing with the Devil» (совместно с Патриком Стампом и Трэвисом Баркером) | Rain Man SAVOY (co.)                              | 3:58         |
| 7.  | «Alive»                                                                     | Rain Man                                          | 4:48         |
| 8.  | «Pass the Love Around»                                                      | SmarterChild                                      | 3:18         |
| 9.  | «Ring of Fire»                                                              | Rain Man The Cataracs Ethan Davis KillaGraham     | 4:23         |
| 10. | «Human»                                                                     | Rain Man Quincy Kwalae (co.) Stephen Swartz (co.) | 3:15         |
| 11. | «Killin' It»                                                                | Rain Man                                          | 3:26         |
| 12. | «This Is Not the End» (совместно с Pegboard Nerds)                          | Pegboard Nerds                                    | 3:53         |

| №   | Название                                        | Producer(s)  | Длительность |
| --- | ----------------------------------------------- | ------------ | ------------ |
| 13. | «Lights and Thunder» (совместно с Gareth Emery) | Gareth Emery | 4:42         |
| 14. | «Enjoy the Ride» (acoustic version)             |              | 3:28         |

## Чарты
| Чарты (2013)                         | Позиция |
| ------------------------------------ | ------- |
| Австралия (ARIA)                     | 45      |
| Канада (Canadian Albums Chart)       | 14      |
| Japanese Albums (Oricon)             | 55      |
| Новая Зеландия (RMNZ)                | 40      |
| UK Albums (OCC)                      | 179     |
| US Billboard 200                     | 8       |
| US Billboard Dance/Electronic Albums | 1       |

## История релиза
| Страна              | Дата             | Лейбл                          | Формат(ы)                |
| ------------------- | ---------------- | ------------------------------ | ------------------------ |
| Австралия, Германия | 20 сентября 2013 | Columbia Records               | CD, Цифровая дистрибуция |
| Великобритания      | 23 сентября 2013 | Columbia Records               | CD, Цифровая дистрибуция |
| США                 | 24 сентября 2013 | Columbia Records               | CD, Цифровая дистрибуция |
| Япония              | 19 марта 2014    | Sony Music Entertainment Japan | CD, Цифровая дистрибуция |